# Fontenai-sur-Orne
Pour les articles homonymes, voir Fontenai.
Fontenai-sur-Orne est une ancienne commune française, située dans le département de l'Orne en région Normandie, peuplée de 242 habitants. Le 1er janvier 2018, elle intègre la commune nouvelle d'Écouché-les-Vallées.

## Géographie
La commune est en plaine d'Argentan. Son bourg est à 4,5 km à l'est d'Écouché et à 4,5 km au sud-ouest d'Argentan.
Le point culminant (192/193 m) se situe au sud, près du lieu-dit les Fermes. Le point le plus bas (147 m) correspond à la sortie de l'Orne du territoire, au nord-ouest.
| Goulet  | Goulet            | Sarceaux                                      |
| Écouché | Fontenai-sur-Orne | Sarceaux                                      |
| Loucé   | Tanques           | Sarceaux, Fleuré (sur une centaine de mètres) |

## Toponymie
Le nom de la localité est attesté sous les formes Fontanetum entre 1182 et 1201, Fonteney en 1400, Fontenay en 1790, puis Fontenai-sur-Orne en 1808.
Fontenai est formé à partir du latin fontana, « source », et du suffixe -etus, qui a donné -ai, indiquant la présence. L'endroit devait donc se particulariser par la présence d'une ou plusieurs sources. Un court affluent de l'Orne prend sa source dans le bourg. Le bourg s’est formé autour de la fontaine du lavoir. C’est cette fontaine qui a donné le nom à Fontenai[réf. nécessaire].
Le gentilé est Fontenois.

## Politique et administration
| Période                                  | Période       | Identité         | Étiquette | Qualité                          |
| ---------------------------------------- | ------------- | ---------------- | --------- | -------------------------------- |
| 1908                                     | 1935          | Marcel Chauvière | SE        |                                  |
| novembre 1935                            | mars 1971     | Robert Aubin     | SE        | Ingénieur                        |
| mars 1971                                | 1977          | Bernard Charpie  | SE        | Exploitant agricole              |
| 1977                                     | mars 2008     | Michel Ballon    | SE        | Exploitant agricole              |
| mars 2008                                | décembre 2017 | Christiane Divay | SE        | Directrice de maison de retraite |
| Les données manquantes sont à compléter. |               |                  |           |                                  |

Le conseil municipal était composé de onze membres dont le maire et deux adjoints.

## Démographie
En 2021, la commune comptait 242 habitants. Depuis 2004, les enquêtes de recensement dans les communes de moins de 10 000 habitants ont lieu tous les cinq ans (en 2004, 2009, 2014, etc. pour Fontenai-sur-Orne) et les chiffres de population municipale légale des autres années sont des estimations. 
Fontenai-sur-Orne a compté jusqu'à 466 habitants en 1806.
| 1793 | 1800 | 1806 | 1821 | 1836 | 1841 | 1846 | 1851 | 1856 |
| ---- | ---- | ---- | ---- | ---- | ---- | ---- | ---- | ---- |
| 390  | 437  | 466  | 396  | 388  | 401  | 420  | 399  | 382  |

| 1861 | 1866 | 1872 | 1876 | 1881 | 1886 | 1891 | 1896 | 1901 |
| ---- | ---- | ---- | ---- | ---- | ---- | ---- | ---- | ---- |
| 346  | 344  | 321  | 305  | 295  | 287  | 277  | 255  | 247  |

| 1906 | 1911 | 1921 | 1926 | 1931 | 1936 | 1946 | 1954 | 1962 |
| ---- | ---- | ---- | ---- | ---- | ---- | ---- | ---- | ---- |
| 218  | 232  | 233  | 226  | 222  | 212  | 219  | 245  | 215  |

| 1968 | 1975 | 1982 | 1990 | 1999 | 2004 | 2009 | 2014 | 2019 |
| ---- | ---- | ---- | ---- | ---- | ---- | ---- | ---- | ---- |
| 192  | 200  | 264  | 292  | 277  | 266  | 250  | 243  | 241  |

## Lieux et monuments
- Église Saint-Martin abritant un autel, un tabernacle, un retable et quatre statues en niches (Vierge à l'Enfant, saint Joseph, saint Jacques et sainte Radegonde) des XVIIIe et XIXe siècles, toutes ces œuvres étant classées à titre d'objets aux Monuments historiques[10].

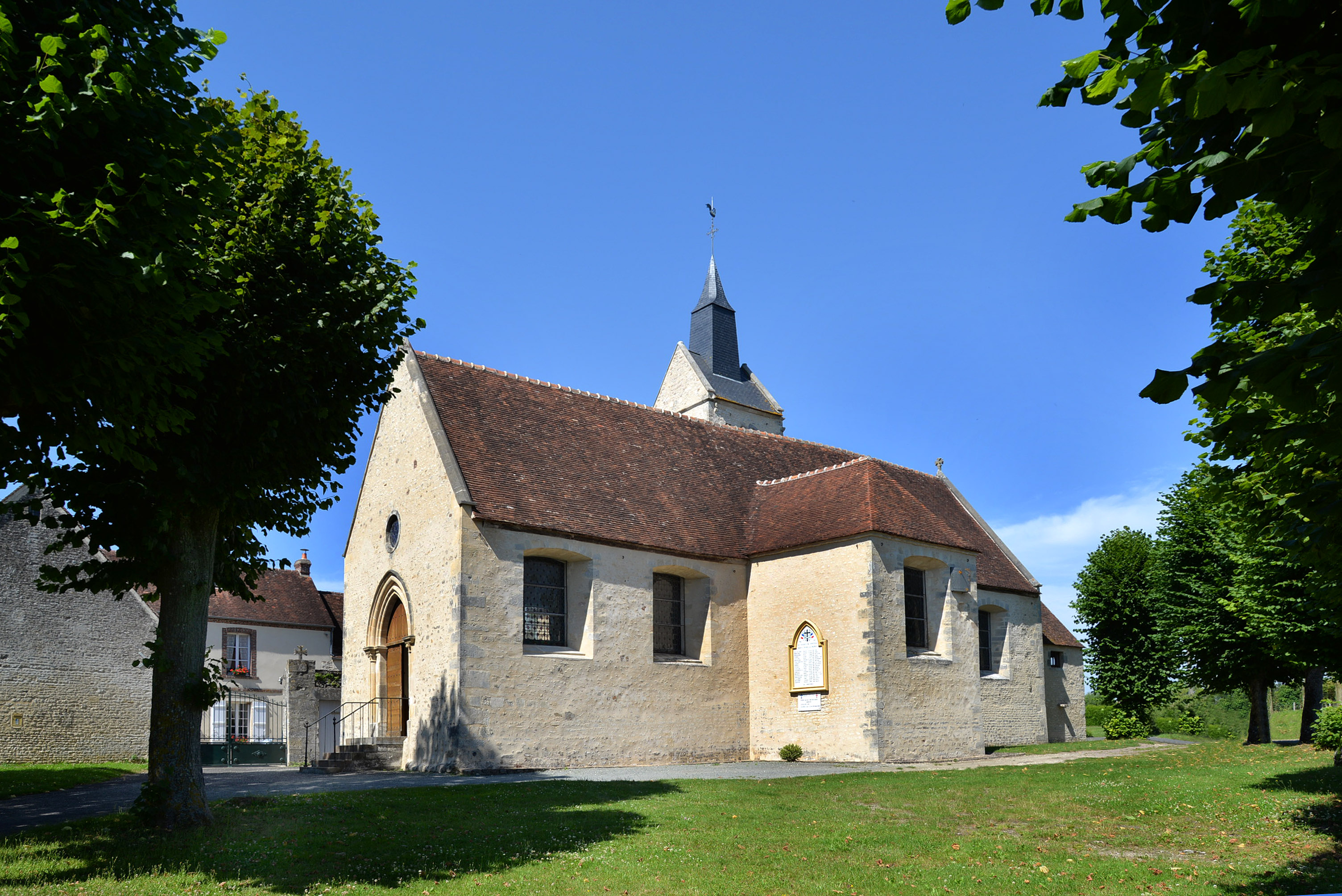
L’église Saint-Martin.
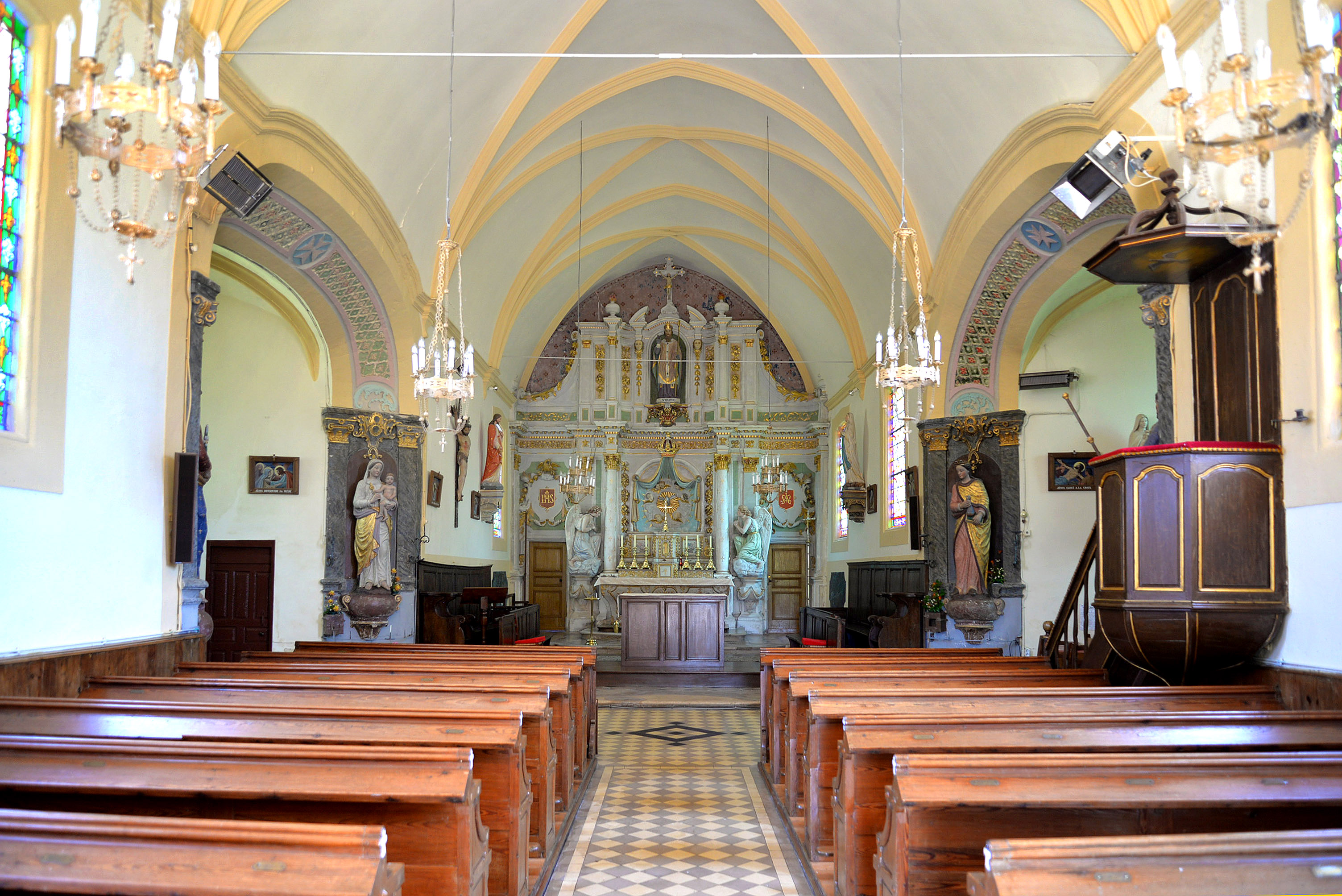
La nef de l’église Saint-Martin.
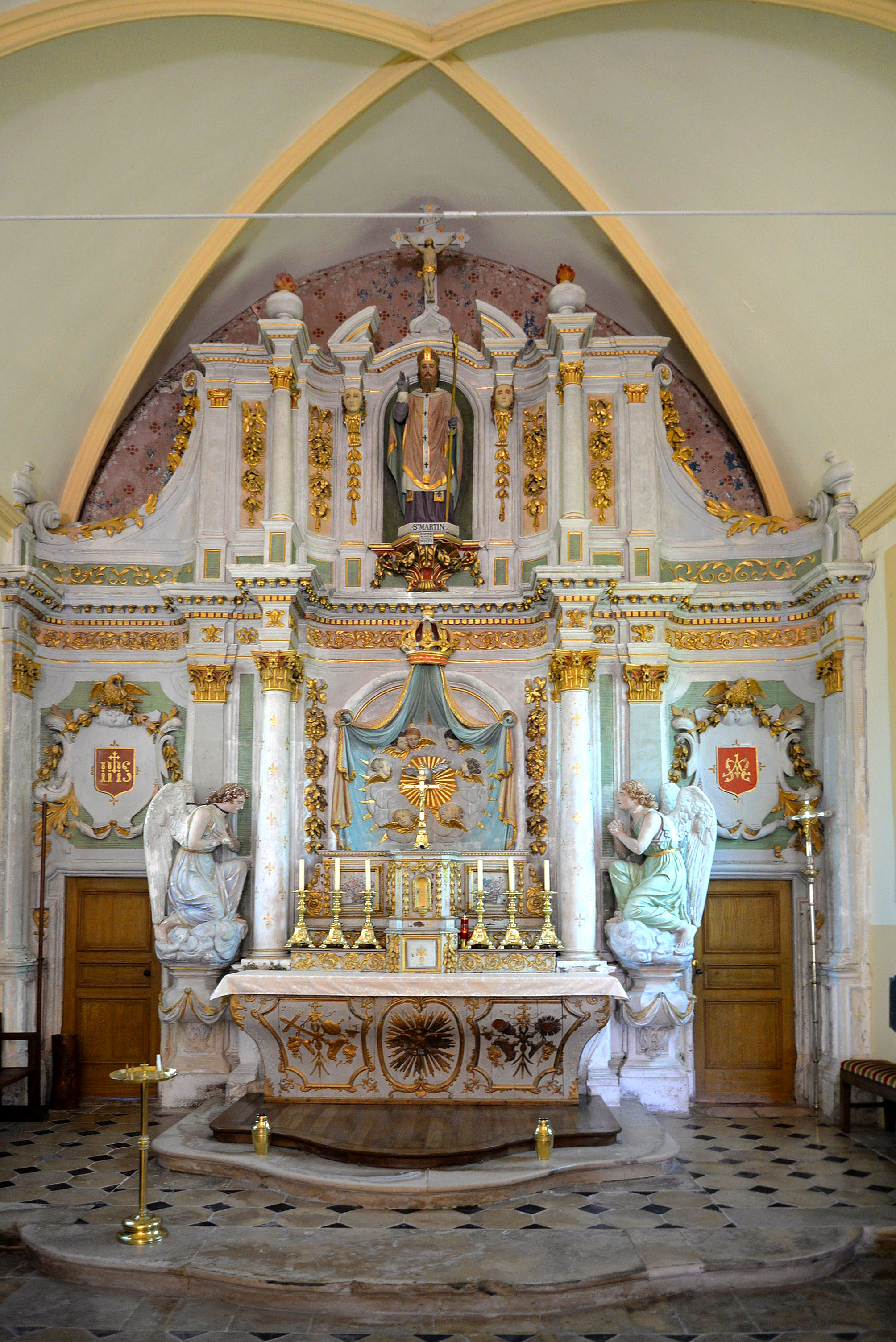
Le retable de l’église Saint-Martin.

## Activité et manifestations
Un vide-greniers est organisé le 1er mai et la fête de la Saint-Jean en juin.